# Bloedbad op Supernova Sukkot Gathering
Het bloedbad op het muziekfestival Supernova Sukkot Gathering in Israël vond plaats op 7 oktober 2023. Palestijnse terroristen van Hamas uit de Gazastrook vielen de bezoekers van een rave aan tussen de kibboetsen Re'im en Be'eri, in Israël. Het bloedbad vond aan het begin van de Hamas-aanval in Israël plaats, de gewelddadigheden zouden leiden tot een oorlog tussen Hamas en Israël. Honderden bezoekers werden vermoord, tientallen ontvoerd en als gijzelaar naar Gaza gebracht.

## Bijeenkomst en festiviteiten
De Supernova Sukkot Gathering, een weekendlange rave met trancemuziek, ter gelegenheid van het joodse feest Soekot, begon op 6 oktober 2023 in de westelijke Negev-woestijn, ongeveer 5 km van de Gaza-Israël-barrière, in de buurt van de kibboets Re'im. De rave van de organisator genaamd Nova was de Israëlische editie van Universo Paralello, een psytrance-festival dat ontstond in de Braziliaanse stad Bahia. De organisatoren waren de tweeling Osher en Michael Waknin, waarvan de eerste op het festival doodgeschoten werd. Volgens de organisatie werd de locatie pas twee dagen van tevoren geboekt, nadat de oorspronkelijke locatie in het zuiden van Israël afhaakte. Bewust gepland om samen te vallen met het joodse feest Simchat Thora, werd de rave aangekondigd als een viering van "vriendschap, liefde en oneindige vrijheid". Op het festivalterrein waren drie podia, een kampeerzone en een gebied voor eten en drinken. De feestvierders waren voornamelijk Israëli's tussen twintig en veertig jaar en afkomstig uit het hele land. Nieuwsmedia noemden 3.500 tot 4.400 aanwezigen. Er waren beveiligingsmedewerkers en politieagenten aanwezig.

## Aanval door Hamas

### Ontdekking van het festival
Volgens een bericht van de Israëlische politie zou Hamas niet op voorhand van het op korte termijn geplande festival op de hoogte zijn geweest. Het zou ontdekt zijn vanuit de lucht door drones en gemotoriseerde deltavliegers. De overvallers zouden oorspronkelijk op weg geweest zijn om de kibboets Re'im te overvallen, ze bereikten het festivalterrein via de aan de oostkant van het terrein lopende hoofdweg 232.

### Verloop
De feestelijkheden, die de hele nacht geduurd hadden, werden om 6.40 uur verstoord door een raketsalvo dat vanuit de Gazastrook afgevuurd was en door Israëlisch afweergeschut onschadelijk gemaakt werd. De bewakingsdienst van het festival waarschuwde de bezoekers vier minuten later via luidsprekers en riep hen op het terrein te verlaten.
Hamas-terroristen bestormden het festivalterrein en schoten op de in alle richtingen vluchtende bezoekers. Velen die zich in geparkeerde auto's bevonden werden verrast en in hun auto doodgeschoten.
Een aanwezige verklaarde dat een groep van ongeveer vijftig Hamasleden die in busjes waren gearriveerd in alle richtingen het vuur opende. Vanuit jeeps werd geschoten op wagens van de wegvluchtende bezoekers, wegen werden geblokkeerd. 
Het open terrein bood weinig schuilgelegenheid. Sommige festivalgangers hadden zich verborgen in bomen maar werden daar uit geschoten. Anderen die zich verborgen hadden in struiken en boomgaarden wisten te overleven. Een groot deel van de bezoekers slaagde er rennend over de kale akkers in een goed heenkomen te vinden. 
Bezoekers die aan het begin van de overval met auto's vanaf de twee parkeerplaatsen de hoofdweg 232 bereikten, werden daar met kalasjnikovs en antitankwapens beschoten door Hamas-terroristen op motors en pickups. Enkele bezoekers gelukte het over de weg veilig gebied te bereiken, veel auto's bleven echter langs de weg of op de uitrit van het parkeerterrein staan en brandden daar uit. Onafhankelijk geverifieerde dronebeelden van de locatie toonden tientallen uitgebrande wagens.

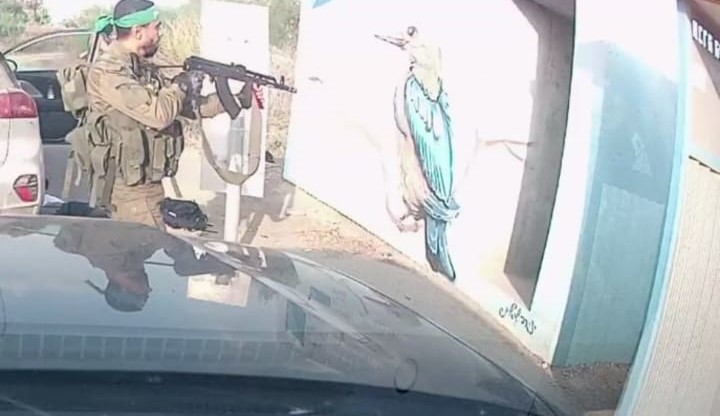
Hamas-terrorist die in een schuilkelder schiet (automatische opname)

Meerdere festivalbezoekers vluchtten naar kleine schuilkelders die langs hoofdweg 232 staan als beschermingsmogelijkheid tegen beschietingen vanuit de Gazastrook. Gazaanse terroristen wierpen handgranaten in de gebouwtjes, beschoten ingesloten festivalbezoekers en namen verschillende overlevenden mee als gijzelaar.
Volgens een politiebron kwamen sommige festivalbezoekers om door Israëlisch vuur. Zij werden geraakt door raketten die een Israëlische gevechtshelikopter op Hamasterroristen afschoot.

### Seksueel geweld
Volgens ooggetuigen hebben terroristen vrouwen op het festivalterrein verkracht, in sommige gevallen ook als groep. Vrijwel alle vrouwen die dit overkwam zijn daarna doodgeschoten. Hamas ontkende naderhand verantwoordelijkheid voor de verkrachtingen.

### Gijzeling van bezoekers

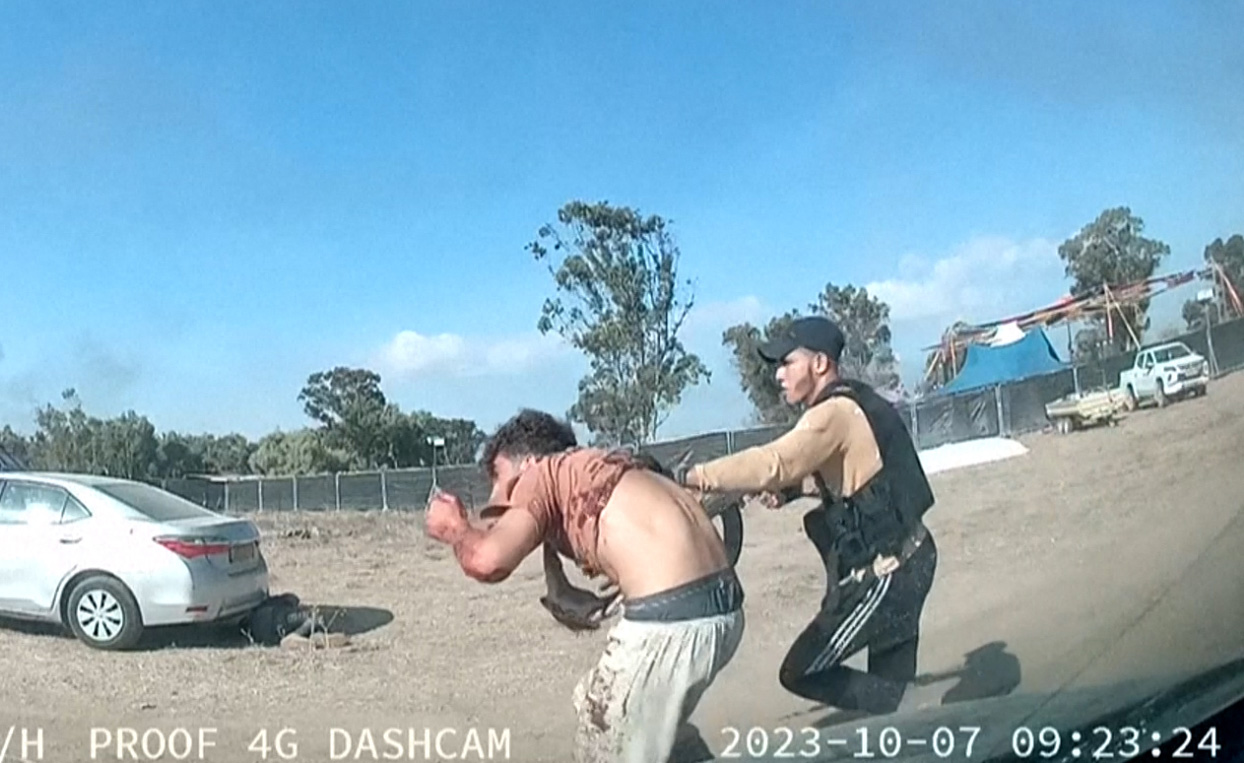
Hamas-militant met festivalbezoeker (automatische opname)

De Hamasleden namen naar schatting 40 festivalgangers als gijzelaar gevangen.
Video's op sociale media toonden de ontvoeringen. De festivalbezoekers werden afgevoerd naar Gaza, waar sommigen werden gefilmd voor Hamas-propagandavideo's. Hamas reed bijvoorbeeld met Shani Nicole Louk, een 22-jarige tatoeagekunstenares en Duits-Israëlisch staatsburger, in bewusteloze toestand en enkel gekleed in haar ondergoed rond in de laadbak van een pick-uptruck. De video toont hoe Hamas-militanten "Allahoe akbar" scandeerden; een van hen zijn been over haar middel gooide en iemand die aan haar haren trok. Een man uit de menigte bespuwde haar. Drie weken later rapporteerde het Israëlische leger dat de vrouw overleden was. In mei 2024 werd haar stoffelijk overschot en die van twee andere gijzelaars teruggevonden in een tunnel in Gaza.
Onder de ontvoerden waren een Britse man en een in Peking geboren, 25-jarige Chinees-Israëlische vrouw.

## Slachtoffers
Foto's van de nasleep tonen tientallen lichamen op het festivalterrein, inclusief een zwaar verbrand lichaam dat met kabelbinders was vastgebonden. 
ZAKA, een Israëlische vrijwillige noodhulporganisatie, meldde op het festivalterrein ten minste 260 lichamen te hebben geborgen. De Israëlische krant Haaretz schreef op 10 november 2023 dat het officiële dodenaantal toen 327 slachtoffers was. Het dodental werd op grond van verder politieonderzoek later bijgesteld naar 364, zodat dit uiteindelijk bijna een derde van het totaal aantal gedode Israëli's op 7 oktober 2023 uitmaakte.
Onder de doden bevonden zich 17 politieagenten.

## VN-rapportage
De VN bracht een onafhankelijk rapport uit over de schendingen van mensenrechten over de periode 7 december tot 31 december 2023. Hierin werden de bevindingen van de handelingen van Hamas en van het Israëlische leger op 7 en 8 oktober 2023 vermeld. 
Hierin verklaart het rapport over het festival: Van de 3.000 jongeren op het Nova-muziekfestival in Re'im werden 364 aanwezigen (waaronder 215 mannen en 136 vrouwen) gedood door leden van de militaire vleugel van Hamas en andere Palestijnse gewapende groeperingen, terwijl ongeveer 40 anderen werden ontvoerd naar Gaza. Slachtoffers werden gedood op het terrein van het hoofdfestival terwijl ze probeerden zich te verstoppen onder het festivalpodium, in mobiele openbare toiletten, in geparkeerde auto's en in vuilniscontainers. In één geval verborg een man zich achter een geparkeerde zilveren auto, toen Hamas-militanten hem doodschoten. Veel van de doden werden neergeschoten terwijl ze door een veld ten oosten van het Nova-terrein renden, in een poging te ontsnappen. Anderen werden gedood terwijl ze zich verstopten in stilstaande auto's en in openbare schuilplaatsen langs weg 232, waar ze hun toevlucht zochten. Overlevenden in schuilplaatsen meldden dat ze urenlang onder stapels lichamen lagen te wachten op de komst van hulpverleners.
Verder verklaart het rapport dat het IDF de Hannibal-richtlijn had gebruikt wat resulteerde in de dood van ten minste veertien Israëlische burgers en een aantal of alle dertien gegijzelden in een huis in Be'eri onder leiding van de Israëlisch generaal Barak Hiram.